# Iset (fille d'Amenhotep III)
Pour les articles homonymes, voir Iset.
Iset ou Aset (version égyptienne du nom de la déesse Isis) est l'une des filles du pharaon Amenhotep III (XVIIIe dynastie) et de sa grande épouse royale Tiyi, et la sœur d'Akhénaton.
Elle fut vraisemblablement la seconde fille du couple royal après Satamon. Elle devint l'épouse de son père et grande épouse royale en l'an 34 du règne, vers la période de la seconde fête-Sed du roi.
Elle est représentée, entre autres, dans le temple de Soleb (avec Henouttaneb et ses parents).
On ne trouve plus aucune mention de son nom après le règne de son père.